# Retable du Miroir du Salut

Le  Retable du Miroir du Salut  ((de) Heilspiegelaltar) est un retable de Konrad Witz réalisé entre 1430 et 1435. Il a été peint sur une toile posée sur des panneaux de bois de chêne. Il s'agit d'une œuvre maîtresse de l'artiste. 
Le retable a vraisemblablement été créé pour la collégiale de l'église Saint-Leonhard à Bâle.
L'iconographie est emprunté à un écrit du XIVe siècle,  le Miroir du Salut de l'Humanité. Cette lecture typologique de la Bible, selon un procédé en vigueur au Moyen Âge, met en correspondance  des épisodes du Nouveau Testament et de l'Ancien Testament, voire de l'Antiquité.
De nos jours, le retable est dispersé. Tous les tableaux n'ont pas pu être conservés ; c'est pourquoi une reconstitution de l'ensemble est impossible. Douze panneaux subsistent : neuf sont conservés à Bâle, deux à Dijon et un à Berlin. Les tableaux préservés font partie des volets latéraux. Le panneau central, qui comprenait probablement des bas-reliefs ou des sculptures d'un autre artiste, est perdu.

## Disposition des tableaux
Voici la disposition généralement admise. Albert Châtelet en fait une description détaillée et en propose une autre.
Face externe, volet gauche
| Image | Tableau                                                | Hauteur (cm)                     | Largeur (cm)                  | Remarques                           | Musée                         |
| ----- | ------------------------------------------------------ | -------------------------------- | ----------------------------- | ----------------------------------- | ----------------------------- |
|       | En haut à gauche : Ecclésia                            | 86,3 (à gauche), 86,0 (à droite) | 80,4 (en haut), 80,1 (en bas) | Panneau quasi intact                | Kunstmuseum (Bâle)            |
|       | En haut à droite : Gabriel                             | 86,4                             | 69,1 (en haut), 68,7 (en bas) | Panneau quasi intact                | Kunstmuseum (Bâle)            |
|       | En bas à gauche : saint Augustin (ou saint Thibault ?) | 103,0                            | 81,5                          | Panneau à peine coupé sur les bords | Musée des beaux-arts de Dijon |

Face externe, volet droit
| Image | Tableau                            | Hauteur (cm) | Largeur (cm)                  | Remarques | Musée              |
| ----- | ---------------------------------- | ------------ | ----------------------------- | --- | ------------------ |
|       | En haut à droite : Synagogue       | 86,1         | 80,7 (en haut), 80,6 (en bas) | Panneau sensiblement intact | Kunstmuseum (Bâle) |
|       | En bas à gauche : saint Barthélemy | 99,5         | 70,0 (en haut), 69,7 (en bas) | Bord original à gauche, coupé à droite ainsi qu'en haut et en bas où une languette complète partiellement les parties manquantes | Kunstmuseum (Bâle) |

Face interne, volet gauche
| Image | Tableau                                                     | Hauteur (cm)                     | Largeur (cm)                     | Remarques | Musée                         |
| ----- | ----------------------------------------------------------- | -------------------------------- | -------------------------------- | --- | ----------------------------- |
|       | En haut à gauche : Antipater devant Jules César             | 86,0 (à gauche)                  | 69,6 (à gauche), 69,8 (à droite) | Bord droit intact, bord gauche légèrement entaillé comme en haut et en bas                                                               | Kunstmuseum (Bâle)            |
|       | En haut à droite : Esther devant Assuérus                   | 85,4 (à gauche), 85,2 (à droite) | 79,4 (en haut), 79,5 (en bas)    | Bord inférieur intact. Or et inscriptions modernes copiant maladroitement l'état primitif (lettres en rouges et non inscrites dans l'or) | Kunstmuseum (Bâle)            |
|       | En bas à droite : L'empereur Auguste et la sibylle de Tibur | 103,3                            | 82,0                             | Panneau sensiblement intact mais or moderne                                                                                              | Musée des Beaux-Arts de Dijon |

Face interne, volet droit
| Image | Tableau                                            | Hauteur (cm)                                                                | Largeur (cm)                  | Remarques | Musée                   |
| ----- | -------------------------------------------------- | --------------------------------------------------------------------------- | ----------------------------- | --- | ----------------------- |
|       | En haut à gauche : La Reine de Saba devant Salomon | 84,5                                                                        | 80,1 (en haut), 79,9 (en bas) | Or moderne avec un décor moderne | Musées d'État de Berlin |
|       | En haut à droite : Abraham devant Melchisédech     | 84,4 (à gauche), 84,8 (à droite),original: 77,5 (à gauche), 78,0 (à droite) | 68,7 (en haut), 68,5 (en bas) | Complété au bord supérieur d'une bande de 7 cm environ | Kunstmuseum (Bâle)      |
|       | En bas à gauche : Sabbothaï et Benaja              | 99,3 (à gauche), 99,2 (à droite)                                            | 70,3 (en haut), 70,4 (en bas) | Le panneau a été complété à gauche d'une bande de 6,8 cm environ, à droite de 4.4, en bas de 3,5. Sur le montage, les adjonctions à droite et en bas ont été supprimées. Le pointillé à gauche indique approximativement la limite de la peinture originale | Kunstmuseum (Bâle)      |
|       | En bas à droite : David et Avishai                 | 101,5 (à gauche), 101,7 (à droite)                                          | 81,4 (en haut), 80,9 (en bas) | Panneau sensiblement intact | Kunstmuseum (Bâle)      |

## Composition d'ensemble
Face externe
| volet gauche | volet gauche | volet droit | volet droit |
| ------------ | ------------ | ----------- | ----------- |
|              |              |             |             |
|              |              |             |             |

Le panneau manquant face à l'Ange représentait la Vierge. 
Face interne
| volet gauche | volet gauche | volet droit | volet droit |
| ------------ | ------------ | ----------- | ----------- |
|              |              |             |             |
|              |              |             |             |

Le panneau manquant en bas aurait représenté les conseillers de l'empereur Auguste
Reconstructions 
- Albert Chätelet (1987) a postulé que le retable comprenait dix panneaux recto-verso, de sorte que l'Annonciation constituait  un troisième registre supérieur
- Michaël Schauder (1992), en exploitant la logique du Speculum Humanae Salvationis, suppose que les huit panneaux constituaient les volets peints d'un retable sculpté : le centre étant constitué par Dieu le Père entouré de quatre scènes du Nouveau Testament
- Lors de l'exposition de Bâle (2011) a été proposé l'hypothèse que les volets se repliaient deux fois, formant une sorte de tabernacle autour d'une statue de la Vierge. Ce dispositif très original résout les  difficultés iconographiques des reconstructions précédentes.